# Karl Karlsson i Stockholm
Karl August Karlsson (i riksdagen kallad Karlsson i Stockholm), född 11 april 1886 i Sankt Nikolai församling, Stockholms stad, död 19 februari 1941 i S:t Görans församling, Stockholms stad, var en svensk fackförbundsordförande och socialdemokratisk politiker.
Karlsson var ledamot av första kammaren från 1938 till sin död 1941, invald i Stockholms stads valkrets.